# Cnemoplites prionoides
Cnemoplites prionoides är en skalbaggsart som först beskrevs av Thomson 1864.  Cnemoplites prionoides ingår i släktet Cnemoplites och familjen långhorningar. Inga underarter finns listade i Catalogue of Life.